# Cassandra Harris
Pour les articles homonymes, voir Harris.
 (octobre 2021).
Si vous disposez d'ouvrages ou d'articles de référence ou si vous connaissez des sites web de qualité traitant du thème abordé ici, merci de compléter l'article en donnant les références utiles à sa vérifiabilité et en les liant à la section « Notes et références ».
Cassandra Harris, nom de scène de Sandra Colleen Waites, est une actrice australienne née le 15 décembre 1948 à Sydney (Nouvelle-Galles du Sud, Australie) et morte le 28 décembre 1991 à Los Angeles (Californie, États-Unis).

## Biographie

### Mort
Cassandra Harris meurt en 1991 à l'âge de 43 ans d’un cancer de l'ovaire, après onze ans de mariage.

### Famille
D'abord mariée à William Firth de 1964 à 1970, elle est ensuite mariée à Dermot Harris, frère de Richard Harris, de 1970 à 1978, avec qui elle a deux enfants : Charlotte (née en 1971 et décédée en 2013 d'un cancer de l'ovaire) et Christopher (né en 1972). Cassandra Harris se remarie en 1980 avec l'acteur Pierce Brosnan ; ils ont un fils ensemble, Sean (né en 1984). En 1986, Pierce Brosnan adopte ses deux premiers enfants à la mort de leur père.

## Filmographie
- Cosmos 1999 : Sares
- Rien que pour vos yeux : Comtesse Lisl von Schlaf
- Les Enquêtes de Remington Steele (Remington Steele) (série), participation